# Плаун колючий
Плаун колючий, плаун річний (Lycopodium annotinum L.) — багаторічна, тіньовитривала, заввишки 10-30 см трав'яниста, вічнозелена спорова рослина з родини плаунових.

## Будова
Стебло довге, повзуче, циліндричне, у вузлах укорінюється. Спороносні пагони прямовисні, розгалужені. Листки лінійно-ланцетні і жорсткуваті відігнуті вниз або горизонтально, дрібно пилчасті, загострені в довгий колючий волосок. Через листки, що відігнуті вниз, рослина нагадує йоржик.  Має сидячі поодинокі циліндричні колоски, розміщені на верхівках гілок.

## Поширення та середовище існування
Росте в хвойних, рідше мішаних лісах. Поширена на Поліссі, в Карпатах, зрідка в Лісостепу.
Рослина лікарська. Потребує особливої охорони. Занесена в Червону книгу України (друга категорія); під охороною у Польщі, Чехії та Словаччині; зростає на території КНПП, у Чорногірському та більшості інших масивів КБЗ.

## Використання
Спори плауна здавна використовувалися в народній медицині як присипка від попрілостей.